# ثنائية الفتحة
ثُنائيَّة الفَتْحة أو بِيْفورا (الاسم العلمي: Bifora)، جنس نباتات مُزهر عالمي التوزيع، من فصيلة الخيمية. أنواعه ثلاثة.